# Чебаклы (река)
Чебаклы — река в России, протекает по Кугарчинскому району Башкортостана. Устье реки находится в 171 км по правому берегу реки Большой Ик, в районе деревни Малоисимово. Длина реки составляет 11 км.

## Данные водного реестра
По данным государственного водного реестра России относится к Уральскому бассейновому округу, Речной бассейн реки — Урал (российская часть бассейна), водохозяйственный участок реки — Большой Ик.
Код объекта в государственном водном реестре — 12010000612112200005958.